# Ernesto Canto
Ernesto Canto (Ernesto Canto Gudiño; * 18. Oktober 1959 in Mexiko-Stadt; † 20. November 2020) war ein mexikanischer Geher und Olympiasieger.
Den ersten internationalen Erfolg hatte Canto beim IAAF World Race Walking Cup 1979 im 20-km-Gehen mit einem 6. Platz. Bei derselben Veranstaltung zwei Jahre später gewann er in dieser Disziplin. Bei den Weltmeisterschaften 1983 in Helsinki gehörte er von Anfang an zu einer Gruppe von acht Gehern, die die Führung übernahmen. Nach etwa 15 km setzte er sich von dieser Gruppe ab und führte bis ins Ziel, wo er mit einem Vorsprung von 10 Sekunden ankam. Nur kurze Zeit später siegte er ebenfalls bei den Panamerikanischen Spielen in Caracas.
Bei den Olympischen Spielen 1984 in Los Angeles lieferte er sich mit dem letztmaligen Olympiasieger Maurizio Damilano ein hartes Rennen und beendete es mit der Goldmedaille und mit einer Zeit von 1:23:19 h, vor dem ebenfalls aus Mexiko stammenden Raúl González (Silber) und Maurizio Damilano (Bronze). Nur elf Tage später bestritt er den Wettkampf im 50-km-Gehen, den er als Zehnter beendete und den sein Landsmann Raúl González gewann. 
Danach verließ ihn sein Glück und seine Karriere neigte sich dem Ende entgegen. 1987 bei den Weltmeisterschaften in Rom wurde er nach der Hälfte der Strecke disqualifiziert und bei den Olympischen Spielen 1988 in Seoul wurde er, mit einer Dreiergruppe in Führung liegend, nach 15 km ebenfalls disqualifiziert. 1991 gewann er beim IAAF World Cup nochmals Silber, aber bei den Olympischen Spielen 1992 in Barcelona kam er nur auf den 29. Platz. Kurze Zeit später gab er seinen Rücktritt von Sport bekannt. Er wurde von Jerzy Hausleber trainiert.
Ernesto Canto starb im Alter von 61 Jahren an Bauchspeicheldrüsen- und Leberkrebs.